# Káosz karácsonyra
A Káosz karácsonyra (eredeti cím: Love the Coopers) 2015-ben bemutatott film, amelyet Jessie Nelson rendezett.
A forgatókönyvet Steven Rogers írta. A producerei Michael London, Brian Grazer, Jessie Nelson és Janice Williams. A főszerepekben Alan Arkin, John Goodman Ed Helms, Diane Keaton és Jake Lacy láthatók. A film zeneszerzője Nick Urata. A film gyártója a Groundswell Productions és a Imagine Entertainment, forgalmazója a Lionsgate. Műfaja filmdráma és filmvígjáték.
Amerikában 2015. november 13-án, Magyarországon 2015. december 10-én mutatták be a mozikban.

## Szereplők
| Szereplő                | Színész             | Magyar hang         |
| ----------------------- | ------------------- | ------------------- |
| Rongyos                 | Steve Martin (hang) | Máté Gábor          |
| Charlotte               | Diane Keaton        | Bánsági Ildikó      |
| Sam                     | John Goodman        | Papp János          |
| Bucky                   | Alan Arkin          | Reviczky Gábor      |
| Hank                    | Ed Helms            | Fesztbaum Béla      |
| Emma                    | Marisa Tomei        | Nagy-Németh Borbála |
| Ruby                    | Amanda Seyfried     | Czető Zsanett       |
| Eleanor                 | Olivia Wilde        | Pikali Gerda        |
| Joe                     | Jake Lacy           | Papp Dániel         |
| Füllencs néni           | June Squibb         | Bókai Mária         |
| Angie                   | Alex Borstein       | Peller Anna         |
| Williams rendőrtiszt    | Anthony Mackie      | Horváth Illés       |
| Madison                 | Blake Baumgartner   | Szűcs Anna Viola    |
| Charlie                 | Timothée Chalamet   | Molnár Levente      |
| Bo                      | Maxwell Simkins     | Pál Dániel Máté     |
| Jake                    | Dan Amboyer         | Joó Gábor           |
| Lauren Hesselberg       | Molly Gordon        | Lamboni Anna        |
| Brady                   | Keenan Jolliff      | Gacsal Ádám         |
| Biztonsági őr           | Scott Garan         | Szűcs Sándor        |
| Vendég a reptéri bárban | Mike Pusateri       | Kapácsy Miklós      |
| Műtős segéd             | N/A                 | Kapácsy Miklós      |
| Bob                     | Larry McKay         | Timon Barna         |
| Hefti                   | Lev Pakman          | Timon Barna         |
| Bucky fiatalon          | Sean McGee          | Markovics Tamás     |
| Mitzi                   | Dorothy Silver      | Vajda Márta         |